# Louise Ricklander
Elin Louise Catharina Ricklander, född Virgin 9 mars 1934 i Karlskrona, Blekinge län, död 28 november 1997 i Lidingö församling, Lidingö, Stockholms län, var en svensk psykolog och kommunalpolitiker (socialdemokrat). 
Ricklander, som var dotter till lantmästaren och politikern Ivar Virgin och Elsa Swartling, växte upp på Mariedals slott i Västergötland samt blev filosofie kandidat vid Stockholms högskola 1959 och filosofie licentiat vid Stockholms universitet 1969. Hon var skolpsykolog i Stockholms kommun 1969–1972, i Solna kommun 1972–1984, vid Skolöverstyrelsen 1970–1975 och genomgick skolledarutbildning 1976–1981. Hon var även frilansande föredragshållare och artikelskribent.
Ricklander var från 1986 kommunalpolitiker för socialdemokraterna i Lidingö kommun, där hon var oppositionskommunalråd samt ledamot av kommunstyrelsen och kommunfullmäktige. Hon var även ledamot av linjenämnden vid Lärarhögskolan i Stockholm samt styrelseledamot i Kommundata, i Lidingö socialdemokratiska arbetarekommun och i Lidingö kvinnoklubb. År 1989 blev hon medlem av Sveriges Författarförbund, där hon valdes till ordförande för fackförfattarsektionen Minerva och innehade detta förtroendeuppdrag till sin död.
Louise Ricklander var 1960–1970 gift med avdelningsdirektör Bengt Ricklander (1932–2012). Hon är begravd på Ova kyrkogård.